# Cosmos 167
Cosmos 167 (en ruso: Космос 167 - "Kosmos 167"), o 4V-1 No.311, era una nave espacial soviética de 1967 destinada a explorar Venus. La nave espacial fue lanzada como parte del programa Venera, Cosmos 167 se proyectó para aterrizar en Venus, pero nunca se apartó de la órbita baja de la Tierra debido a un error en el lanzamiento.
La nave espacial 4V-1 No.311 fue el segundo de dos 4V-1 vehículos construidos y operados por Lavochkin, siguiendo Venera 4. 
Un cohete portador Molniya-M se utilizó para lanzar la sonda. El lanzamiento se produjo a partir del sitio quinto en el Cosmódromo de Baikonur a las 02:36:38 GMT, el 17 de junio de 1967. Debido a un problema de refrigeración de la turbo bomba, la cuarta etapa Blok-L del cohete no logró encender, y como resultado la nave espacial nunca se apartó de su órbita de estacionamiento. Fue desplegado en una órbita baja de la Tierra con un perigeo de 187 kilómetros (116 millas), un apogeo de 262 kilómetros (163 millas), y 51,8 grados de inclinación respecto al ecuador. La nave espacial fue nombrado Cosmos 167, parte de una serie que normalmente se utiliza para los satélites militares y experimentales con el fin de encubrir el fracaso; de haberse separado de la órbita terrestre habría recibido la siguiente designación de la serie Venera, en el momento Venera 5. Cosmos 167 fue destruido cuando volvió a entrar en la atmósfera de la Tierra el 25 de junio de 1967.
- Datos: Q7204940